# Mindener Kreuz

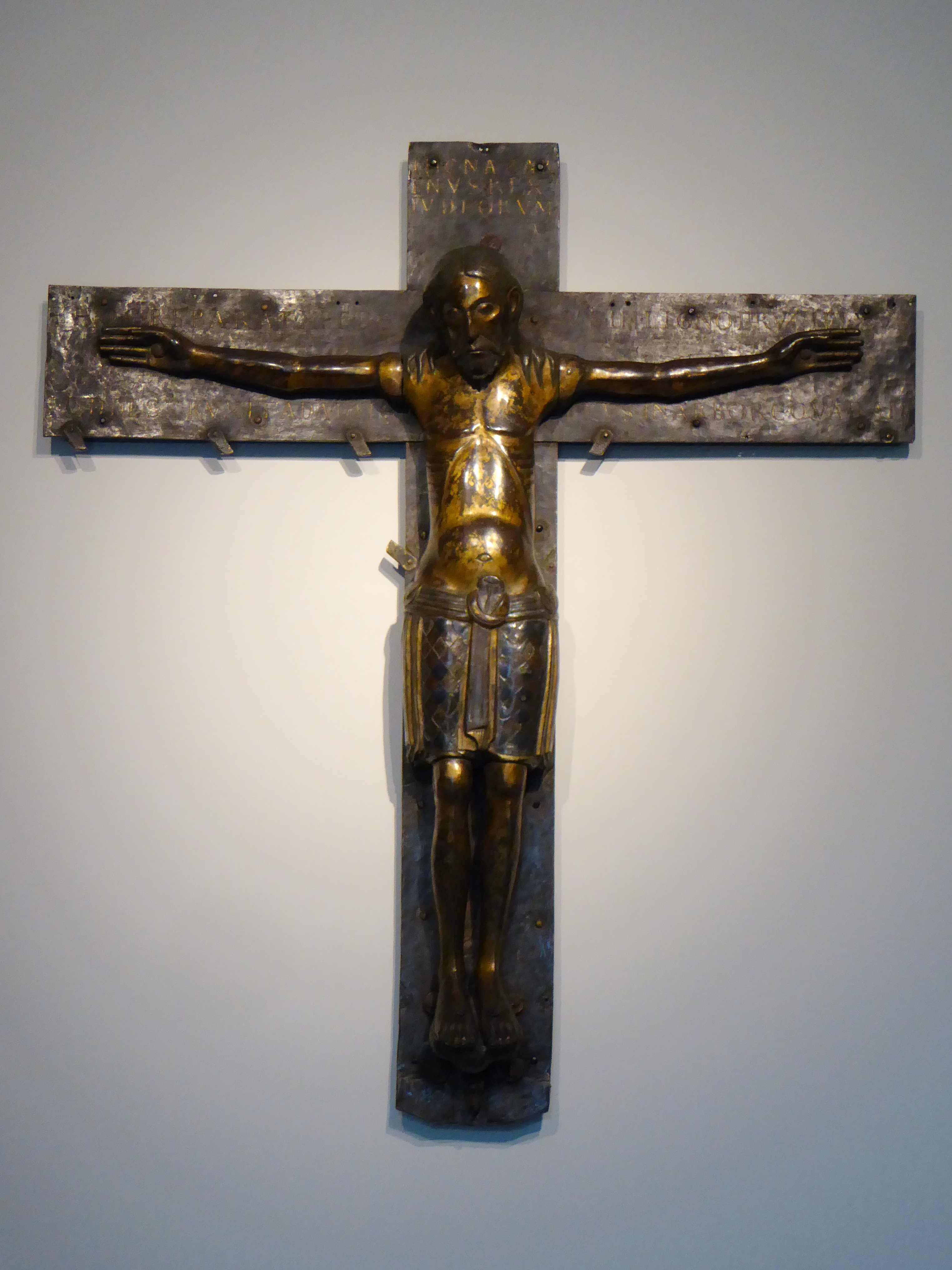
Original des Mindener Kreuzes im Domschatz Minden

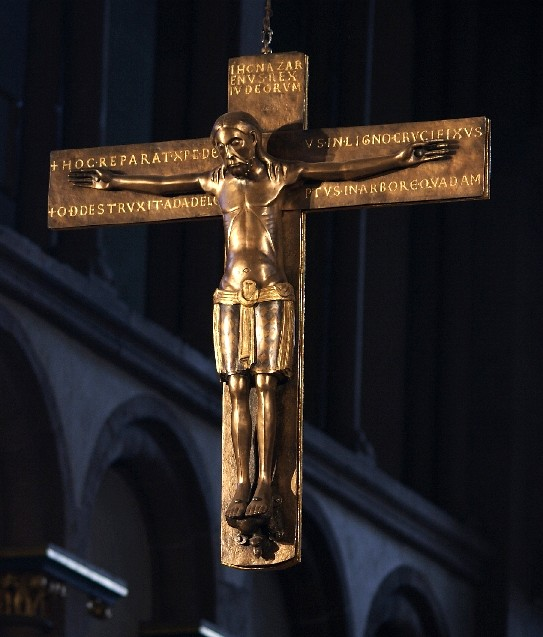
Kopie des Mindener Kreuzes im Dom zu Minden

Das Mindener Kreuz ist einer der größten Kunstschätze der Romanik in Deutschland. Es ist ein sehr seltenes, christliches Großkreuz aus dem 11. Jahrhundert und soll um 1070 – neuere Forschungen verweisen auf das frühe 12. Jahrhundert – vermutlich in einer Helmarshausener Werkstatt entstanden sein. Als möglicher Schöpfer des Mindener Kreuzes wird Roger von Helmarshausen angesehen.
Der durchgehend romanische Bronzekorpus ist 1,05 m groß und ist eine außergewöhnliche Besonderheit, da er keinerlei Wunden, wie es sonst bei Darstellungen Jesu üblich ist, aufweist. Eine weitere Besonderheit sind die Füße Jesu, da diese nicht übereinanderliegend dargestellt sind, sondern nebeneinander, so entsteht der Eindruck, als schliefe Jesus lediglich. Dieser Eindruck wird durch die fehlende Dornenkrone noch zusätzlich unterstützt. Die Füße stehen außerdem auf einem Drachen, dem Zeichen des Bösen, das durch Jesu Tod besiegt worden ist. Der gesamte Korpus wurde aus insgesamt sechs Bronzeteilen gegossen und war ursprünglich vergoldet. Das Lendentuch Jesu besteht aus einer Mischung von Kupfer, Silber, Blei, und Borax (Niello-Technik). Die Augäpfel sind ausschließlich aus Silber erstellt.
Das Kreuz trägt die Aufschrift:

“HOC REPARAT XPC DEUS IN LIGNO CRUCIFIXUS QUOD DESTRUXIT ADAM DECEPTUS IN ARBORE QUADAM”

„Das stellt Christus, der am Holze gekreuzigte Gott, wieder her, was der am Baum getäuschte Adam zerstört hat.“

Das Original des Mindener Kreuzes befindet sich in der Domschatzkammer des Domes zu Minden, eine Kopie hängt heute über dem Altar des Mindener Domes. Das originale Kruzifix befindet sich vermutlich seit der Weihe des neuen Domes im Jahre 1072 in der Gemeinde.

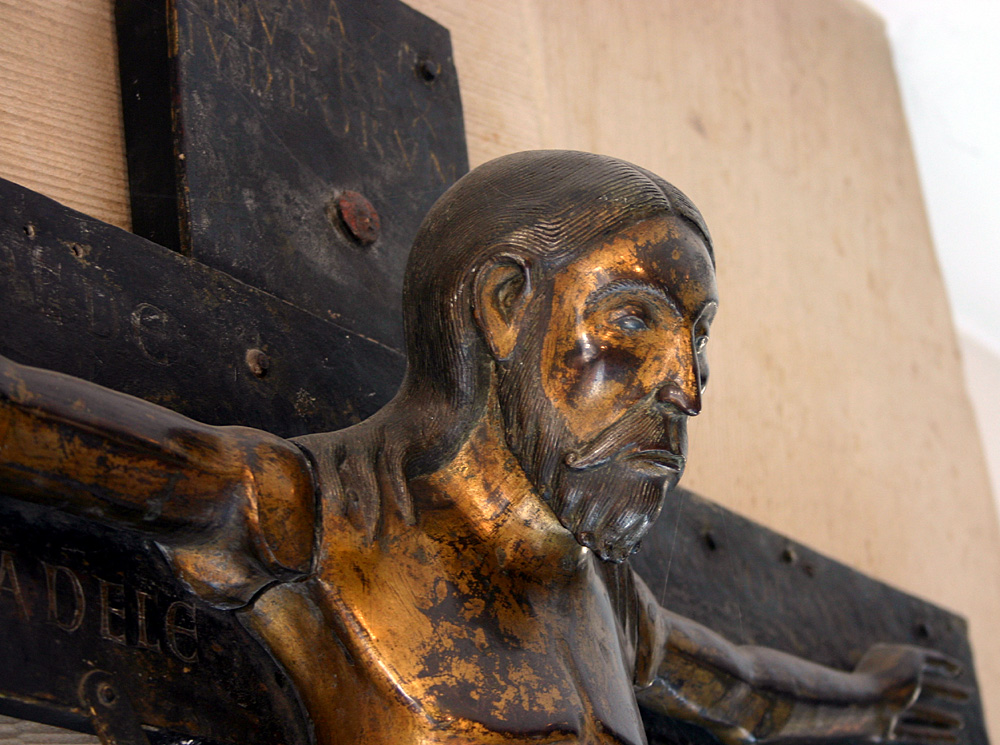
Detailansicht des Mindener Kreuzes
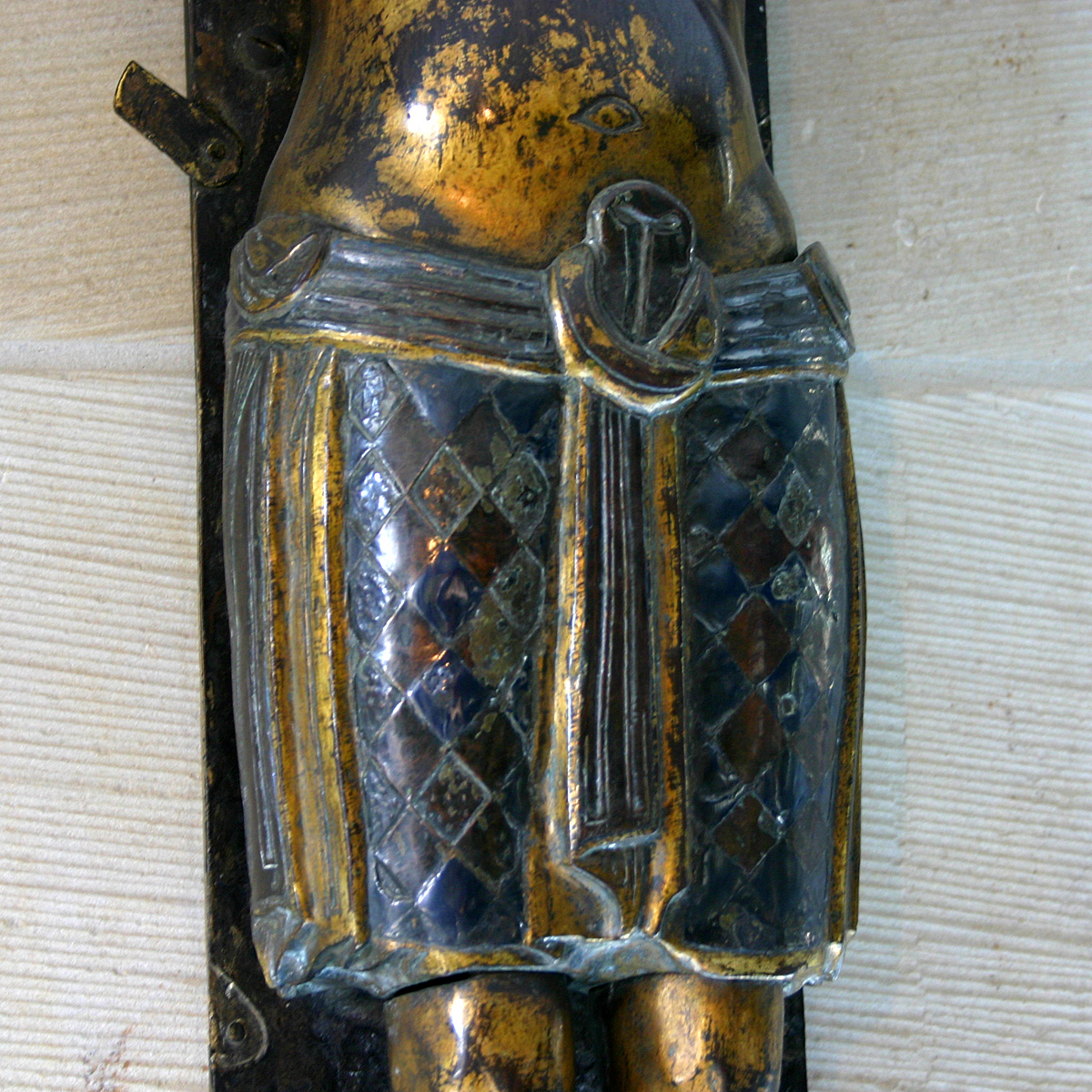
Lendenschurz in Niello-Technik